# 切葉蟻

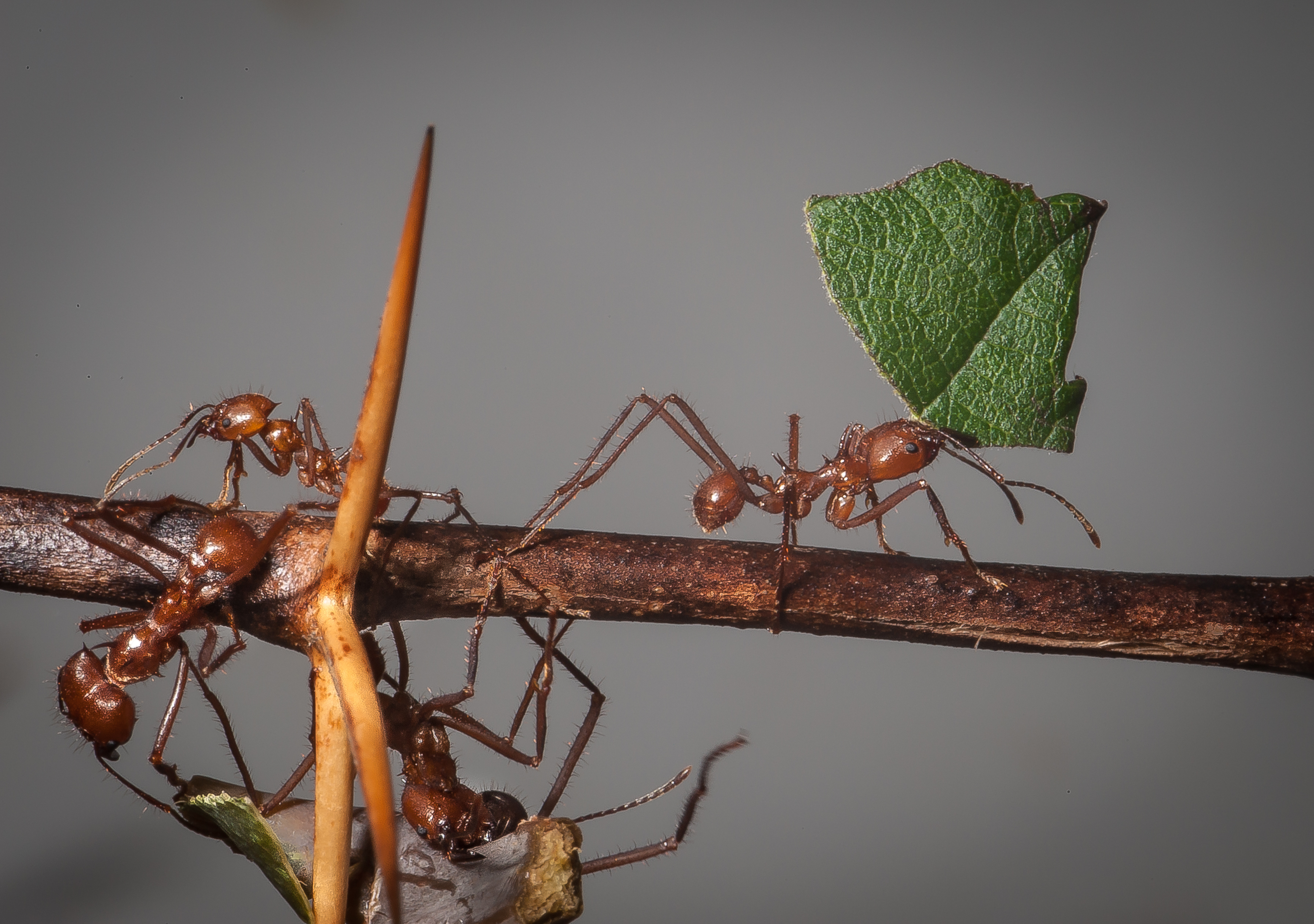
巨首芭切葉蟻（Atta cephalotes），威廉瑪動物園

切葉蟻 為通用名稱，泛指美洲切葉蟻屬（學名：Atta）及頂切葉蟻屬 （Acromyrmex）中擁有切割葉片習性的螞蟻，共 47 種。切葉蟻為生存於熱帶的螞蟻，是南美洲、中美洲、墨西哥及部分美國南部地區的特有種。牠們可以舉起自身體重 20 倍重的物體，並且將這些物體（多為葉片、花及草）搬運回巢穴中，作為牠們培育的真菌的養分來源。切葉蟻強而有力的下顎也有能力切開人類的皮膚。
美洲切葉蟻屬與頂切葉蟻屬外型類似，但有幾項特徵可以將兩屬區別開來。美洲切葉蟻屬胸節外骨骼背側為光滑的並具有 3 對棘刺；頂切葉蟻屬背側則較為粗糙並具有 4 對棘刺。
切葉蟻為地球上僅次於人類第二大且複雜的動物社會結構。僅需要數年的時間，蟻窩地下巢穴的範圍可擴展到 30至600 m2（320至6,460 sq ft），並具有 800 萬隻個體居住於其中。

## 切葉蟻群生命史

### 繁殖與建立蟻群

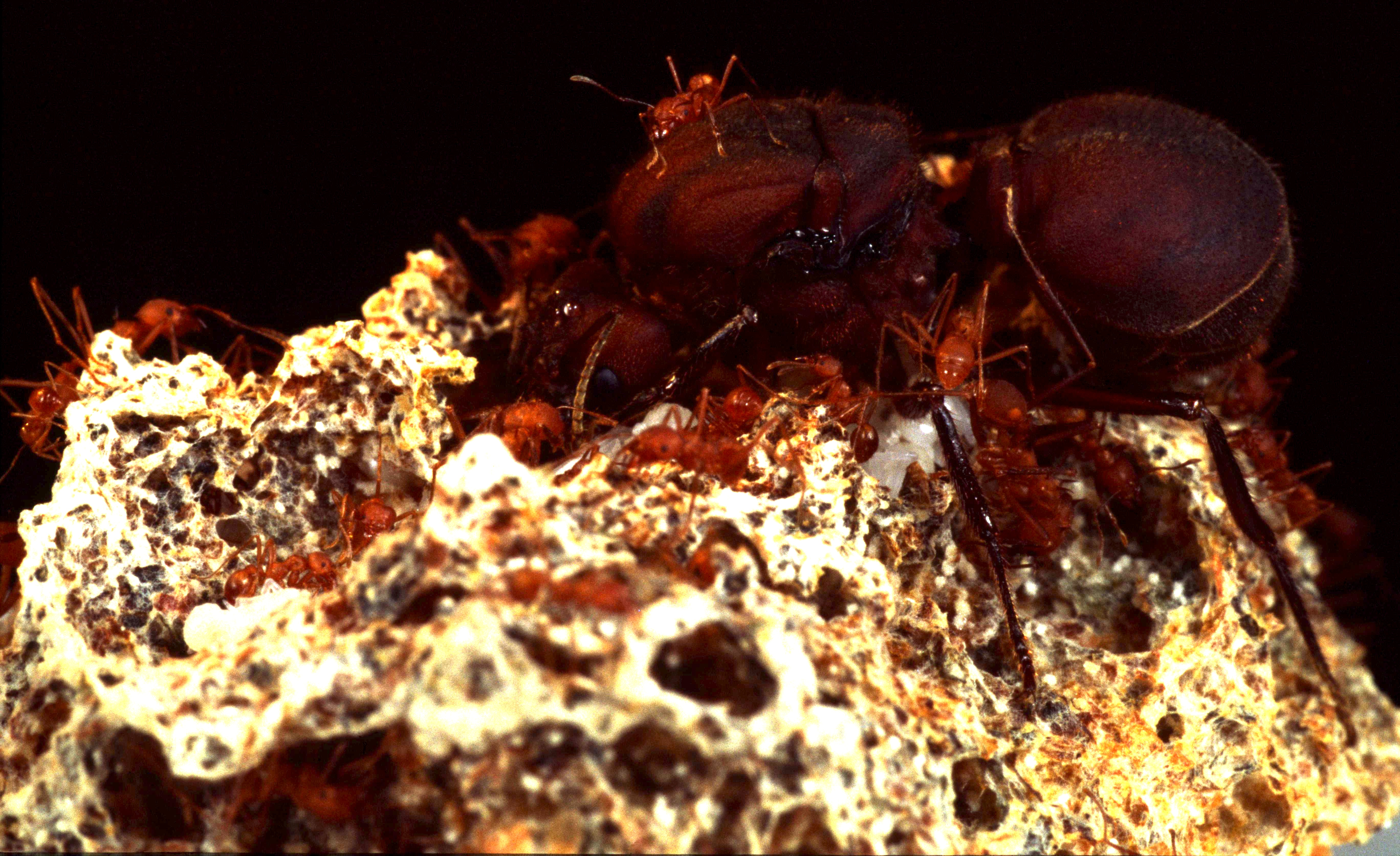
哥倫比亞切葉蟻（Atta colombica），蟻后與工蟻

有翼的雌蟻與雄蟻會離巢並透過婚飛完成交配儀式。雌蟻會與多隻雄蟻進行交配以獲取足夠數量（約 300 萬）的精子用來建立蟻窩。
交配後雌蟻會退去翅膀並尋找適合的地點構築巢穴，然而僅有 2.5% 的雌蟻有能力成功建立長久的蟻群。雌蟻在離開巢穴前會在口下囊中儲存蟻窩中真菌的菌絲體，用以在自己的蟻窩中建立新的真菌花園。

### 蟻群階級結構
在一個成熟的切葉蟻群中，每隻個體都有不同的分工，主要根據其體型大小為依據來負責不同的職責。美洲切葉蟻屬與頂切葉蟻屬展現了極高的多態性，在蟻群中主要能夠分為四種階級：迷你工（minims）、小工（minors）、一般工蟻（mediae）與兵蟻（majors）。美洲切葉蟻屬各階級之間的體型大小差異較頂切葉蟻屬明顯。

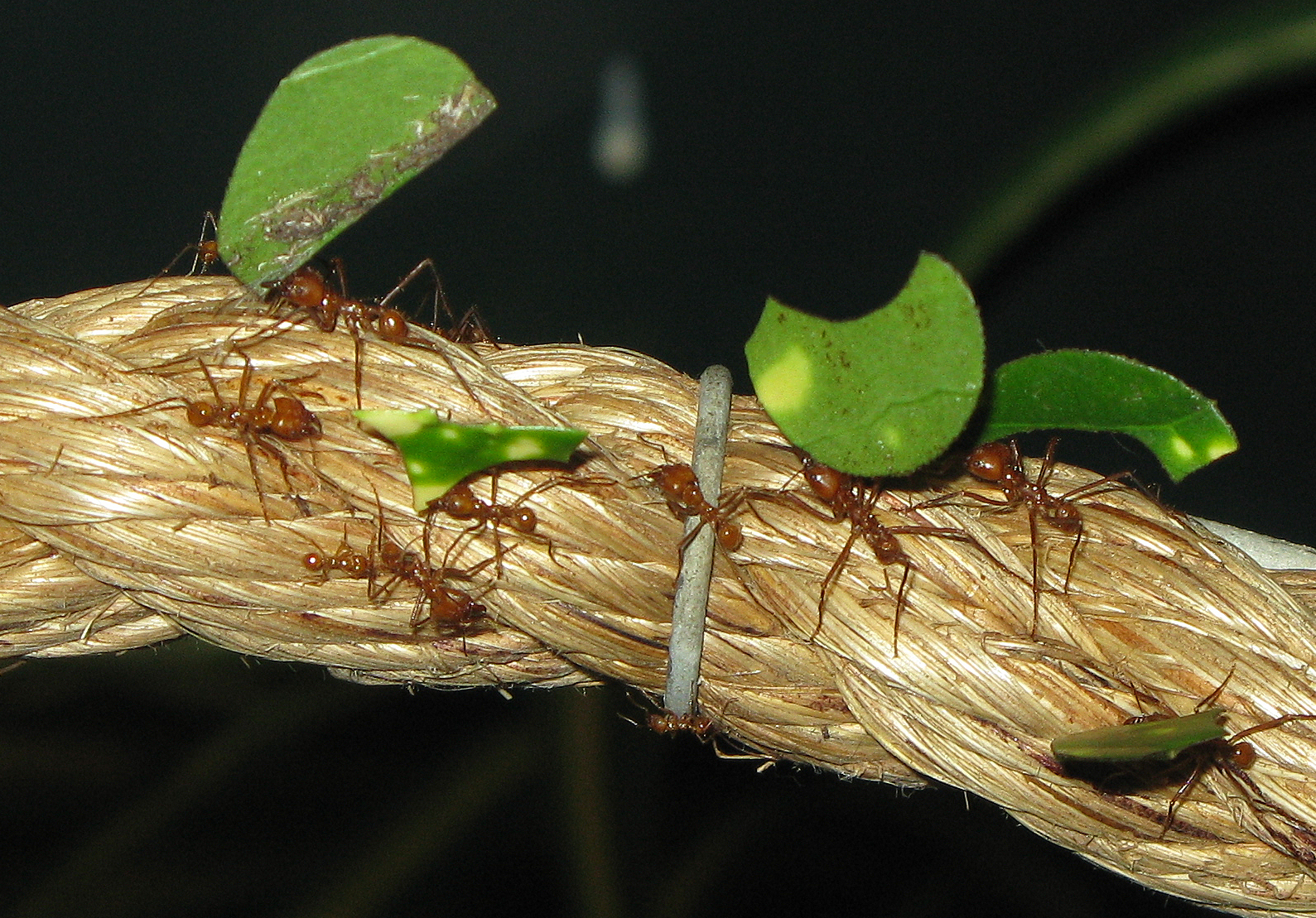
巨首芭切葉蟻（Atta cephalotes）

- 迷你工為體型最小的工蟻，負責照護巢穴內的幼蟲與真菌花園，頭部寬度低於 1 mm。
- 小工體型略大於迷你工，通常出沒於葉片採集和運輸隊伍中做為第一線的防禦，會攻擊任何威脅到運輸隊伍的生物，頭部寬度介於 1.8 - 2.2 mm 之間。
- 一般工蟻負責切割葉片並將切下來的葉片運回巢穴中。
- 兵蟻負責保衛巢穴不受入侵者襲擊，此外牠們也負責清除運輸隊伍路徑上的障礙物並負責將較重的物體搬運回巢穴中。最大的兵蟻（南美切葉蟻兵蟻）體長可達 16 mm ，頭部寬度可達 7 mm。

## 與真菌之互利共生
不同種類的切葉蟻會與不同種類的真菌進行互利共生，不過所有進行互利共生的真菌均屬於蘑菇科。螞蟻會照顧並培育這些真菌，供給它們切碎的植物組織，並去除會對真菌造成威脅的有害生物與黴菌。屍養寄生性（先殺死寄主，再以寄主死掉的細胞組織為食）的 Escovopsis 屬真菌會威脅真菌花園進而威脅到整個蟻群，而切葉蟻的後胸側板腺上長有放線菌門的假諾卡氏菌，其分泌的化學物質可以協助切葉蟻消滅這種有害的真菌。切葉蟻可以偵測到真菌對於不同植物組織所做出的反應，透過這些真菌所發出的化學訊號。如果某些植物的葉子對這些真菌來說是有毒的，則蟻群會停止收集此種植物的葉子。其他會培養真菌的昆蟲為菌蠹蟲與白蟻。培養好的真菌由成蟻採收並用來餵食幼蟲，成蟻則以葉片中的枝葉為食。真菌需要切葉蟻照顧才能存活，切葉蟻的幼蟲則需要真菌才能存活，因此兩者的互利共生為專性互利共生。
切葉蟻在一千五百萬年前形成了這樣完整的共生關係，而發展這樣的共生關係需要三千萬年的時間。這些真菌不必消耗能量去製造繁殖用的孢子，但是會產生膨脹的菌絲（結節絲），提供給切葉蟻採收作為食物。

### 廢棄物管理

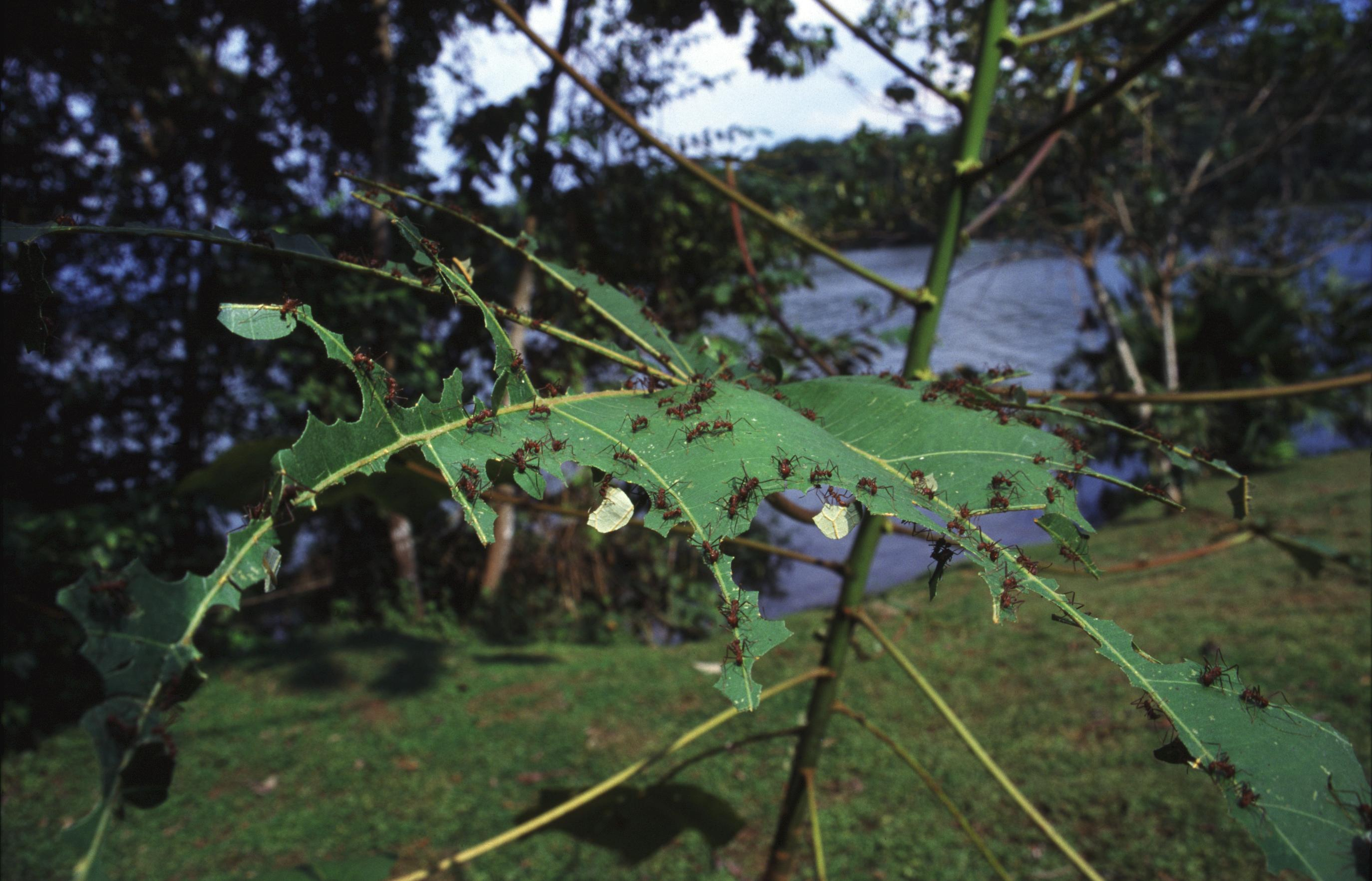
哥倫比亞切葉蟻（Atta colombica）工蟻

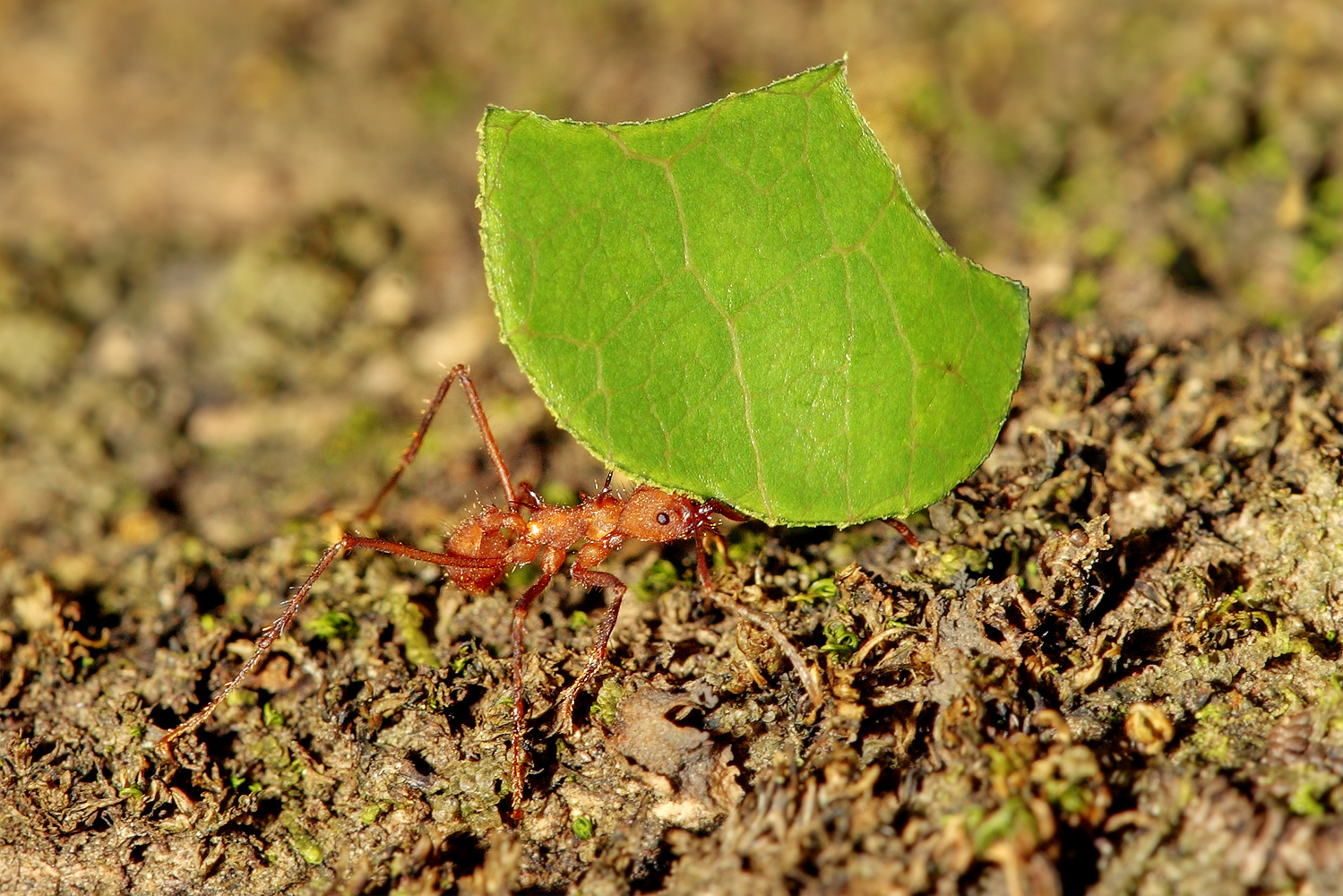
哥斯大黎加的切葉蟻

廢棄物管理在維持蟻群的長久上十分重要，負責運輸與堆積廢棄物的通常由較年老的工蟻負責，而較年輕且健康的工蟻則負責照顧真菌花園。哥倫比亞切葉蟻和其他切葉蟻不同，其廢棄物的堆積區位於蟻窩之外，工蟻除了搬運廢棄物至堆積區之外，牠們也會不斷移動這些廢棄物的位置確保這些廢棄物都能被有效分解。另外哥倫比亞切葉蟻也會將死去的螞蟻放置於堆積區的周圍，圍繞出邊界。

### 寄生蟲
當切葉蟻在外收集葉片時，牠們有可能會受到擬寄生性的蚤蠅攻擊並將卵產在螞蟻頭部的縫隙之中。迷你工會爬到其他工蟻身上並保護牠們不受到蚤蠅的攻擊。
錯誤種類的真菌也可能出現於蟻窩之中，Escovopsis 屬的有毒真菌如果出現在蟻窩中，則它們有能力輕易地摧毀掉蟻群的真菌花園，且它們可能會透過蟻后散佈至新的蟻群之中。有 6.6% 的蟻群在建立時，所栽種的真菌為 Escovopsis 。然而，在建立 1-2 年的蟻群中，有 60% 的蟻群其真菌花園中長有 Escovopsis 。

## 與人類之互動
如果切葉蟻的蟻窩與人類的生活地區有所重疊，則牠們會成為殺傷力強大的農業害蟲，工蟻會切下農作物的葉片，其地下巢穴也會破壞農地與路面。舉例來說，部分切葉蟻物種有能力在 24 小時內切下整株柑橘樹所有的葉片。一項關於 Acromyrmex lobicornis 的研究發現了可以有效降低牠們對農作物造成傷害的方法，將切葉蟻群的廢棄物散佈在農作物或苗圃附近時可以降低蟻群攻擊這些農作物的意願，並且能夠持續約 30 天。

## 大眾文化
切葉蟻出現於迪士尼 1994 年的動畫電影《獅子王》及 2019 年的《獅子王》中，但實際上切葉蟻為美洲特有種，並不會出現在非洲。
在手機遊戲《小小蟻國》中，切葉蟻被描述成可將葉片轉換為真菌的一種工蟻。

## 外部連結
- . Bristol Zoo Gardens.   [2006-05-12]. （原始内容存档于2010-03-27）.
- . PBS Evolution Library.   [2009-02-22]. （原始内容存档于2020-11-12）.
- The Lurker's Guide to Leafcutter Ants
- Piper, Ross, , Greenwood Press, 2007, ISBN 978-0-313-33922-6